# Зимниада
Международный Байкальский Фестиваль Зимних Игр «Зимниада» — ежегодный зимний фестиваль туристско-спортивных игр и конкурсов, а также культурных мероприятий, проводимый в Иркутской области и на Байкале.
Фестиваль задумывался в целях популяризации зимнего туризма в Приангарье и на Байкале. Впервые был проведён в 2003 году. В рамках фестиваля в разное время проводились соревнования по подлёдной рыбалке, буерным гонкам, горным лыжам, ледовому марафону, ледовой скульптуре и другие. Традиционно фестиваль проводится с февраля по март.
За более чем десятилетний срок существования фестиваль, вопреки поставленным целям, не стал действительно массовым.